# Fédération Maçonnique Belge
De Fédération Maçonnique Belge (F.M.B.) was een Belgische obediëntie ofwel koepel van vrijmetselaarsloges die enkel toegankelijk waren voor mannen, en werkten in de drie symbolische basisgraden van leerling, gezel en meester.

## Geschiedenis
Het Grootoosten van België is de oudste en belangrijkste obediëntie van vrijmetselaarsloges die haar oorsprong vindt in de Belgische Revolutie van 1830, al waren er al eerder loges in de Nederlanden.
Deze vrijmetselaars en hun loges behoorden oorspronkelijk tot de Provinciale Grootloges voor de Oostenrijkse of Zuidelijke Nederlanden van respectievelijk de United Grand Lodge of England (U.G.L.E.), de Nationale Grossloge von Österreich (N.G.L.Ö), de Grand Orient de France (G.O.d.F.) of het Grootoosten der Nederlanden (G.O.N.).
Het Belgische Grootoosten ontving zijn oprichtingscharter vanwege het Franse Grootoosten in 1833. Twaalf loges die voorheen deel uitmaakten van het Grootoosten der Nederlanden vormden het Grootoosten van België onder de koninklijke bescherming van prins Leopold von Sachsen-Coburg und Gotha, eerste koning der Belgen.
Tien andere loges onder Nederlandse auspiciën schortten hun werkzaamheden op en verdwenen of gingen later over tot het Belgische Grootoosten. Drie loges uit het voormalige Prinsbisdom Luik wilde echter niet toetreden tot het G.O.B. en besloten een eigen obediëntie op te richten in januari 1838. Dit deels vanwege hun ingebakken provinciale onafhankelijkheidsgevoel, deels om inhoudelijke redenen. Dit waren La Parfaite Intelligence et l'Etoile Réunies (Luik), Les Philadelphes (Verviers) en Les Amis de la Parfaite Intelligence (Hoei).
De federatieraad wisselde jaarlijks tussen Luik, Verviers en Hoei. Later vervoegden de loges Le Progrès (Diest) en La Fraternité (Brussel) in 1849 de F.M.B. In 1849 werd de loge te Hoei inactief. De obediëntie bleef tot 1854 bestaan, en de overgebleven aangesloten loges te Luik en Verviers gingen op in het Belgische Grootoosten.
De Belgische maçonnieke eenheid in de drie basisgraden zou blijven bestaan tot het begin van de 20e eeuw, toen de Belgische federatie van Le Droit Humain werd opgericht.

## Aangesloten loges
Volgende vijf loges maakten deel uit van de F.M.B.:
- n° 1 : La Parfaite Intelligence et l'Etoile Réunies (Luik)
- n° 2 : Les Philadelphes (Verviers)
- n° 3 : Les Amis de la Parfaite Intelligence (Hoei)
- n° 4 : Le Progrès (Diest)
- n° 5 : La Fraternité (Brussel)